# 新井敏記
新井敏記（あらい としのり、1954年9月2日 - ）は、日本の編集者、インタビュアー。スイッチ・パブリッシング代表取締役社長。
茨城県筑西市出身。國學院大學栃木高等学校、日本大学芸術学部芸術研究所卒業。1985年にインタビュー・カルチャー・マガジン『Switch』を創刊、1991年に『Literary Switch』と改題、2003年12月まで同誌編集長を務めたのち、スイッチ・パブリッシング社長に就任。2004年旅する雑誌『coyote』を刊行し、編集長。2013年『MONKEY』を刊行した。2015年、第7回伊丹十三賞受賞。

## 編著書
- 『沖にむかって泳ぐ 池沢夏樹ロング・インタヴュー』文芸春秋 1994
- 『丸谷才一不思議な文学史を生きる』編 文芸春秋 1994
- 『モンタナ急行の乗客』新潮社 1994
- 『池澤夏樹アジアの感情 Long interview』スイッチ・パブリッシング 2002
- 『黎明 片山豊』角川書店 2002
- 『人、旅に出る 『Switch』インタビュー傑作選』講談社 2005
- 『SWITCH STORIES 彼らがいた場所』新潮文庫 2011
- 『儚 市川染五郎』講談社 2018